# Festung Hohensalzburg

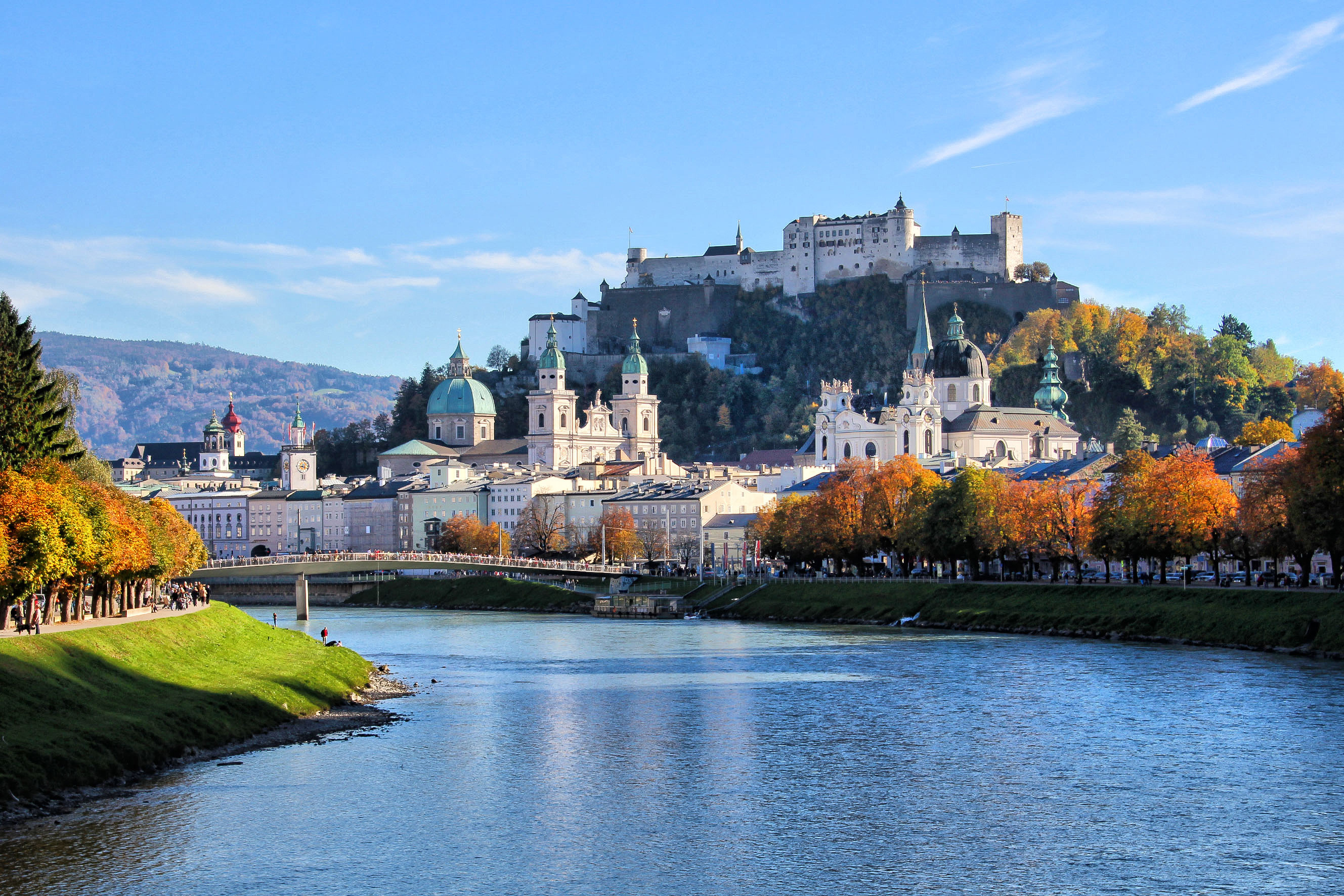
Panorama met Salzburg op de voorgrond.

Festung Hohensalzburg is een volledig ommuurde stenen burcht die hoog boven de Oostenrijkse stad Salzburg uittorent, op de top van de Festungsberg. Het is met een lengte van 250 meter en een breedte van 150 meter een van de grootste middeleeuwse kastelen van Europa.

## Historie
Hohensalzburg werd gebouwd in opdracht van en eeuwenlang bewoond door de prins-aartsbisschoppen van Salzburg. Met de bouw werd begonnen in 1077. In 1462 werd de burcht versterkt met vier torens. De burcht werd nog diverse malen verder versterkt, maar sinds het midden van de zeventiende eeuw vonden geen grootschalige veranderingen meer plaats.
Hohensalzburg werd slechts één keer belegerd, tijdens de Duitse Boerenoorlog (1525-1526), en is mede daardoor in goede staat bewaard gebleven. Tijdens de napoleontische oorlogen vluchtte de laatste prins-aartsbisschop naar Wenen en werd de burcht zonder verzet prijsgegeven. In 1852 hief Frans Jozef I van Oostenrijk de status van vesting op en maakte er een kazerne van. Het kasteel heeft vooral een toeristische functie.

## Bouwwerk, inrichting, blikvangers
Festung Hohensalzburg heeft diverse vleugels, verdiepingen en torens. De luxe ingerichte woonruimten en slaapkamers van de prins-aartsbisschoppen zijn gelokaliseerd in de "Hoher Stock". Andere blikvangers zijn:
- De Kruittoren (Krautturm), welke echter nooit voor kruitopslag heeft gediend, herbergt al eeuwenlang een groot orgel met meer dan 200 pijpen, de "Salzburg Bull" genaamd.
- De uitbundig gedecoreerde "gouden hal" (een feestzaal) en een sobere kapel met een prachtige lichtinval, beide gebouwd van prins-aartsbisschop Leonhard van Keutschach (1495-1519).
- De gouden kamer, iets later gebouwd dan de gouden hal, maar in dezelfde stijl, vol met plafond- en wandversieringen, wijnranken, bladeren en dieren uitbeeldend.
- Een folterkamer, een zoutmagazijn. Diverse ruimten hebben een museumfunctie.
- Een kabelbaan uit 1592, die waarschijnlijk de oudste ter wereld is. Ook pretendeert Hohensalzburg dat ze (hoewel geheel vernieuwd) het oudste spoorbaantje ter wereld naar boven hebben lopen.

Vanuit de burcht Hohensalzburg is er een weids uitzicht over de stad Salzburg en de omgeving.

## Galerij

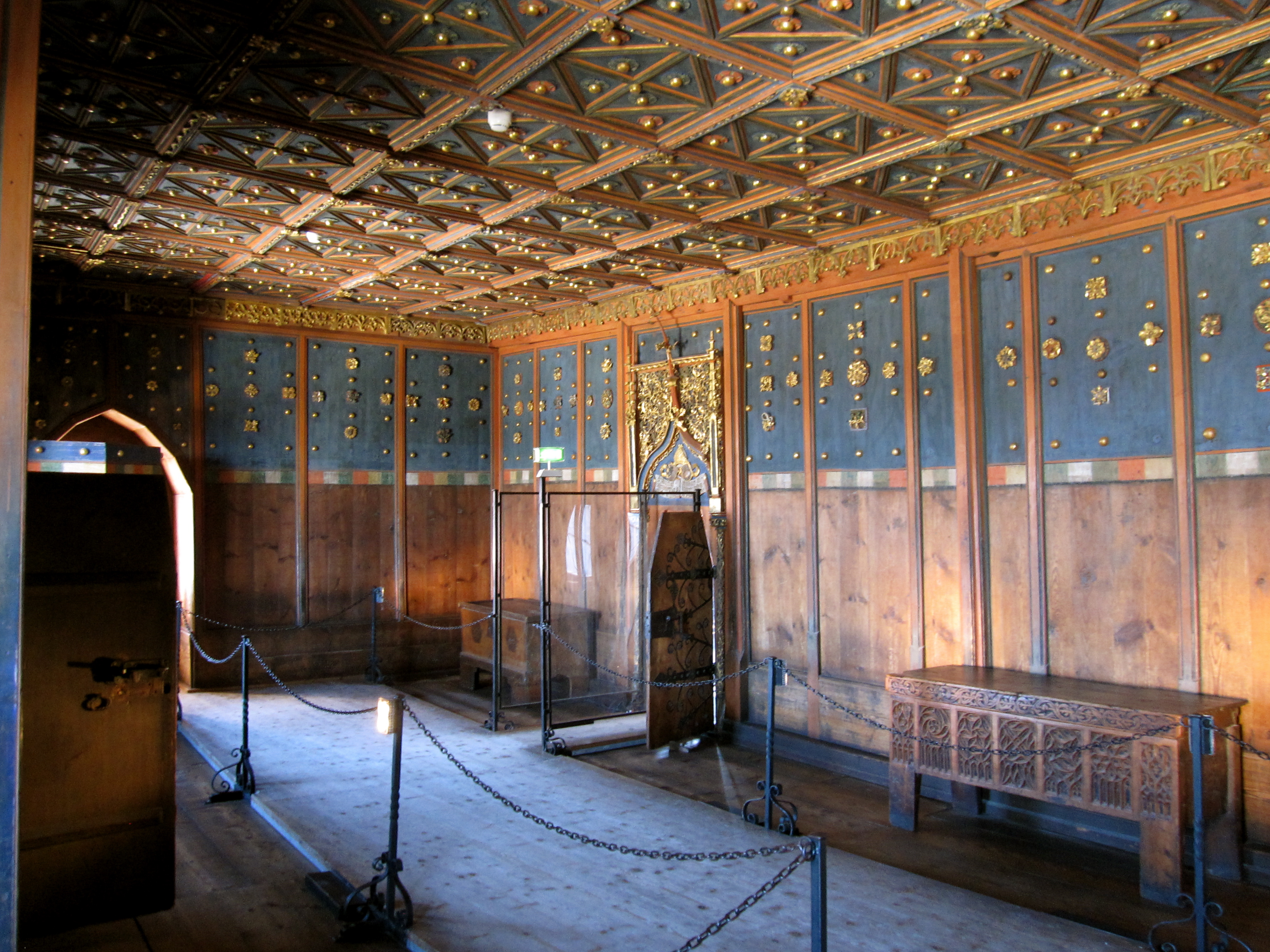
Slaapkamer prins-aartsbisschoppen
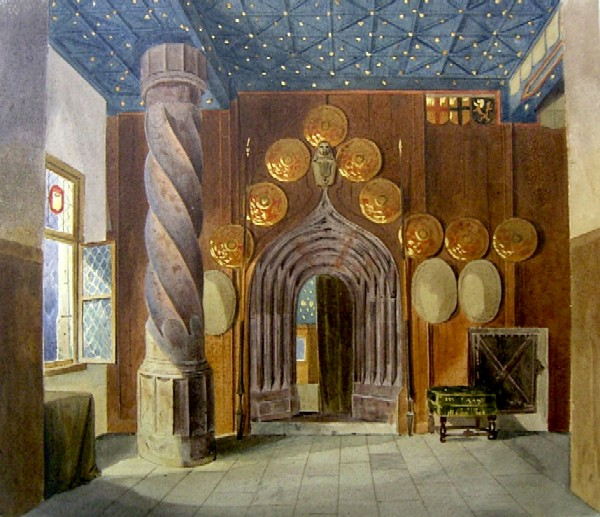
Gouden hal, bisschopskamer
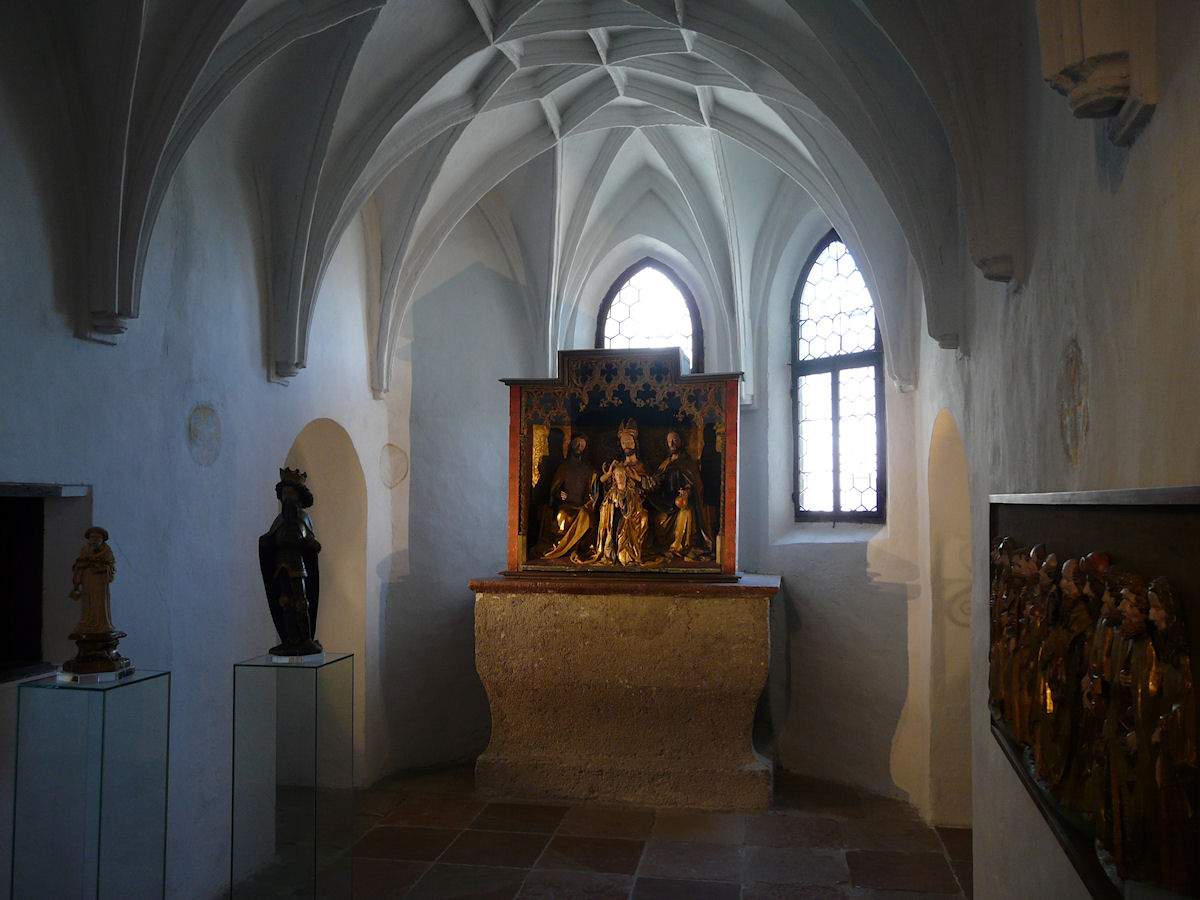
Kapel van Keutschach
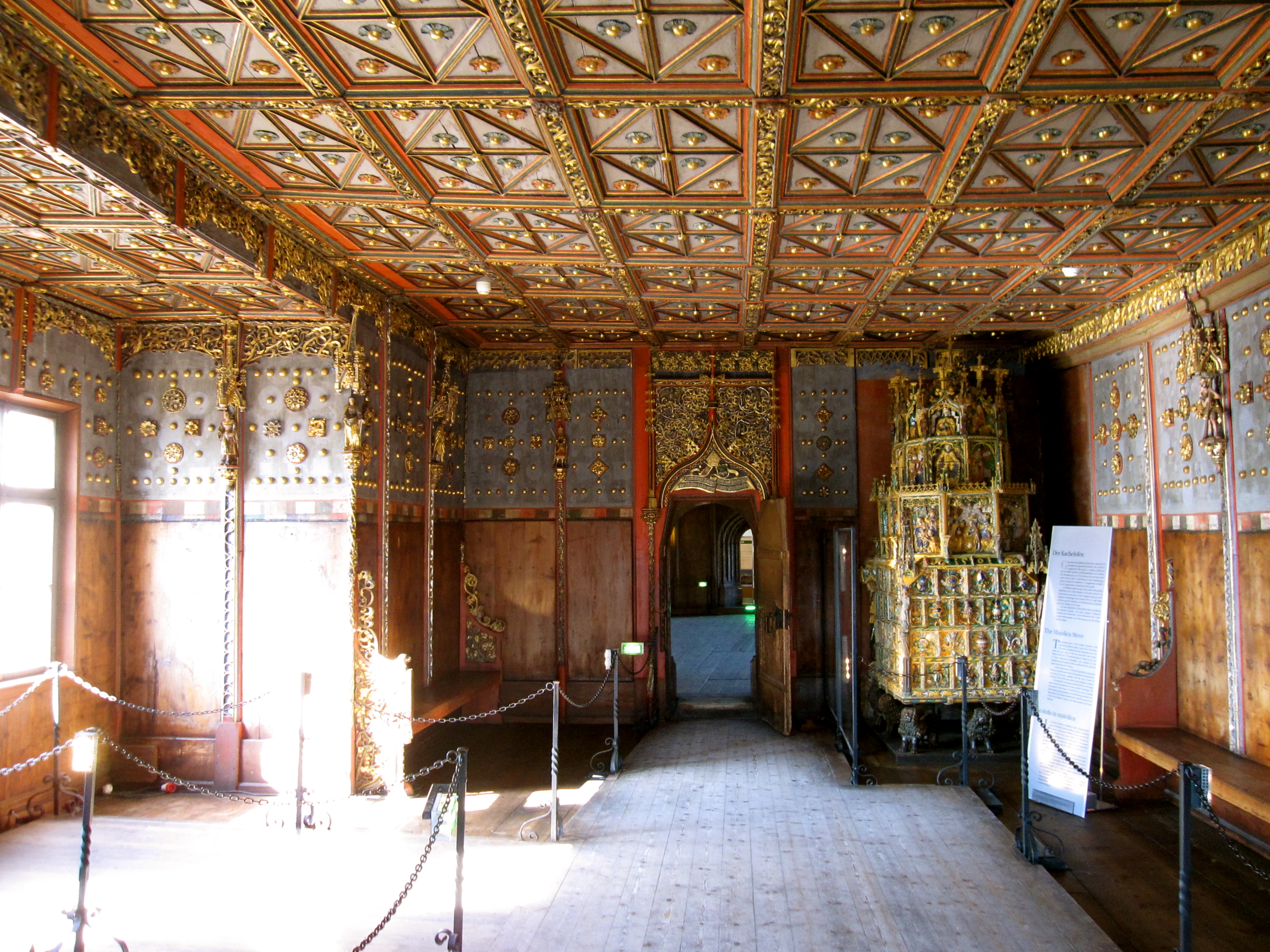
Gouden kamer
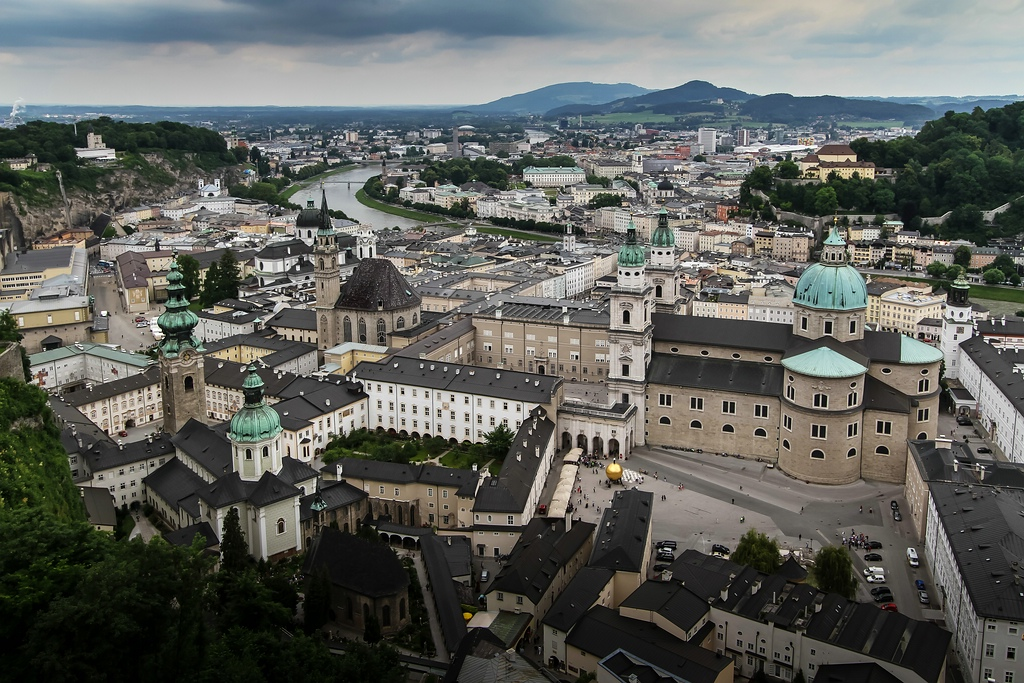
Uitzicht over Salzburg